# Kraftwerk Aghada
Das Kraftwerk Aghada (englisch Aghada power station, irisch stáisiún cumhachta Átha Fhada) ist ein Gaskraftwerk im County Cork, Irland, das am Cork Harbour ca. 15 km südöstlich der Stadt Cork gelegen ist.
Das Kraftwerk ging 1980 in Betrieb. Es ist im Besitz des Electric Supply Board (ESB) und wird auch von ESB betrieben.

## Daten
Mit einer installierten Leistung von 963 MW ist Aghada das leistungsstärkste Kraftwerk in Irland (Stand Juli 2016).

## Kraftwerksblöcke
Das Kraftwerk besteht aus 3 Blöcken, die 1980 bzw. 2010 in Betrieb gingen. Die folgende Tabelle gibt einen Überblick:
| Block | Turbine | Max. Leistung (MW) | Betriebsbeginn | Turbine | Generator | Dampfkessel |
| ----- | ------- | ------------------ | -------------- | ------- | --------- | ----------- |
| 1     |         | 258                | 1980           |         |           |             |
| 2     | 1       | 90                 | 1980           |         |           |             |
|       | 2       | 90                 | 1980           |         |           |             |
|       | 3       | 90                 | 1980           |         |           |             |
| 3     | 1       | 280                | 04.2010        | Alstom  | Alstom    | Alstom      |
|       | 2       | 150                | 04.2010        | Alstom  | Alstom    |             |

Der Block 1 besteht aus einem konventionellen, mit Erdgas befeuerten Dampfkraftwerk mit einer maximalen Leistung von 258 (bzw. 270) MW.
Der Block 2 besteht aus drei Gasturbinen mit jeweils 90 MW.
Der Block 3 besteht aus einem GuD-Kraftwerk mit einer maximalen Leistung von 430 (bzw. 435) MW. Die Kosten für Block 3 lagen bei 360 Mio. €. Der Wirkungsgrad wird mit ca. 59 % angegeben. Der Block 3 kann bei Volllast ungefähr 8 % des Stromverbrauchs im Single Electricity Market (dieser umfasst sowohl die Republik Irland als auch Nordirland) abdecken.

## Sonstiges
Das Kraftwerk wird durch eine 10 (bzw. 12) km lange Pipeline des Betreibers Bord Gáis Eireann mit Gas versorgt.